# مسجد الحاج السيد جوادي
مسجد الحاج السيد جوادي هو مسجد تاريخي يعود إلى عصر القاجاريون، ويقع في قزوين.